# Lampborstsläktet
Lampborstsläktet (Callistemon) är ett växtsläkte inom familjen myrtenväxter med cirka 35 arter. De flesta arterna kommer från Australien, men två arter finns på Nya Kaledonien. Några arter odlas i Sverige som krukväxter.